# Коробейников, Николай Николаевич
Николай Николаевич Коробейников (7 ноября 1960, Тайга — 20 сентября 2021, Томск) — русский художник, заслуженный художник Российской Федерации (2013).
Окончил оформительское отделение Кемеровского художественного училища (1981—1988). Педагоги Аксенова Л. Г., Лазарев В. В.
Член СХР, член Fine Art Studio «NEW YORK REALISM», член Международной ассоциации художников ЮНЕСКО, участник и лауреат международных и всероссийских выставок и арт-проектов. Заслуженный художник Российской Федерации (2013).

## Биография
Родился 7 ноября 1960 года в городе Тайге Кемеровской области. В 18 лет впервые самостоятельно оформил молодёжную дискотеку. К этому году относятся первые публикации в прессе.
Учился в Томском инженерно-строительном институте (архитектурный факультет), затем служил в рядах Советской армии в г. Иркутске (1979—1980), учебка ПВО. Знакомство, совместная работа и служба с Анзором Чхаидзе.
Первая персональная выставка состоялась в 1981 году (г. Тайга). После этого два года были посвящены учёбе в Кемеровском художественном училище на оформительском отделении у Л. Г. Аксеновой. Первые самостоятельные проекты по оформлению городской среды относятся к концу 1980-х — началу 1990-х годов: магазин «Книги» на проспекте Кирова (г. Томск), магазин «Гастроном» (г. Тайга), красный уголок Асфальтового завода (г. Тайга).
В 1988 году Николай защищает диплом по книжной графике в технике офорт и женится на Татьяне Сергеевне Чернышевой, выпускнице педагогического отделения Кемеровского художественного училища. В этом же году у них рождается сын — Петр Николаевич Коробейников (г. Топки Кемеровской области).
В 1989 году Николай преподает в Школе искусств: рисунок, живопись, композиция (г. Тайга).
Все эти годы у Коробейникова отмечены многократными выставками, он много работает в жанре монументальной живописи.
В начале 1990-х годах состоится знакомство с московскими художниками, отмеченное плодотворным сотрудничеством. Первые приобретения графики в частные коллекции зарубежных стран.
В 1993 году прошла совместная выставка с женой и сыном (г. Кемерово, Станция юных техников), наделавшая много шума в прессе.
Два года спустя художник переезжает в г. Томск (Томская область). У него проводится персональная выставка в Доме учёных (г. Томск).
В 1990-х годах много занимается дизайном и росписью интерьеров. Особенно отмечается его работа по росписи железнодорожного томского вокзала.
В 1998 году, после поездки в Китай, декорирует ресторан «Пекин», кафе-бар и офис при ресторане (г. Томск). В 1999 году — выставка в Китае от Томского союза художников.
После этого часто участвует в региональных, всероссийских выставках, биеннале, триеннале.
В 2000 году принят в Союз художников России и Международную организацию художников при ЮНЕСКО. В этом же году состоялась его поездка в Париж и работа по оформлению офиса для Университета Сорбонна.
В 2010 году выставка в Нью-Йорке.
Жил в городе Томске. Умер 20 сентября 2021 года.

## Выставки
1980 — Участие в международной выставке «Воины — художники» (г. Улан-Батор, Монголия).
1990 — Персональная выставка в Доме культуры «Цементник» (г. Топки).
1991 — Персональная выставка в Союзе художников г. Кемерово.
1993 — Совместная выставка с женой и сыном (г. Кемерово, Станция юных техников).
1995 — Персональная выставка в Доме учёных (г. Томск). Городская молодёжная выставка в Доме молодёжи (г. Томск).
1997 — Областная выставка (г. Томск).
1999 — Выставка в Китае от Томского союза художников. Всероссийская выставка (г. Москва). Международное биеннале графики (г. Новосибирск). Совместная выставка в галерее «Persona Grata» (г. Томск). Персональная выставка в Томском областном художественном музее (г. Томск).
2000 — Совместная выставка «Радость бытия» (г. Томск, Областной художественный музей).
2001 — Совместная миротворческая выставка (г. Сухуми, Абхазия).
2002 — Персональная выставка (г. Сухуми, Абхазия). Персональная выставка в Союзе художников (г. Томск). Совместная выставка «Дороги Абхазии» в Союзе художников (г. Томск). Совместная выставка в Доме учёных Академгородка (г. Томск). Первая Томская триеннале «Рисунок России». Выставка «Томск весёлый» в Томском областном художественном музее (г. Томск).
2003 — Международная биеннале графики (г. Новосибирск, картинная галерея). Совместная выставка «100 художников Сибири» (г. Новокузнецк, картинная галерея). Региональная выставка (г. Иркутск, г. Томск).
2004 — Международная биеннале графики (г. Санкт-Петербург). Международная выставка «Арт. Новосибирск» (инсталляция) (г. Новосибирск).
2005 — Выставка «Новый порт» (г. Томск, Арт-Галерея). Второе Томское триеннале «Рисунок России» (г. Томск).
2006 — «Автопортрет художника» ТОХМ (г. Томск).
2007 — Международная биеннале графики (картинная галерея г. Новосибирск).
Персональная выставка «Питерские зарисовки» г. Томск 2008 г.
Региональная выставка г. Новосибирск 2008 г.
Областная выставка ТОХМ г. Томск 2008 г.
Персональная выставка, музей г. Северск 2009 г.
Всероссийская выставка «Россия — 9» г. Москва 2009 г.
Областная выставка художественный музей г. Барнаул 2010 г.
«Неделя искусств» г. Санкт-Петербург (лауреат) 2010 г.
Международная выставка г. Нью-Йорк 2010 г.
Региональная выставка СХР г. Красноярск (лауреат) 2010 г.
Региональная выставка изобразительного искусства «Россия. Родина. Сибирь» художественный музей г. Барнаул (лауреат) 2010 г.
Межрегиональная художественная выставка «Красный проспект» г. Новосибирск (лауреат) 2011 г.
Международная выставка «Человек и город» г. Иркутск 2011 г.
«Неделя искусств» выставочный центр СХР г. Берлин. Германия (лауреат) 2011 г.
Выставка автопортретов «Прямая речь» областной художественный музей г. Кемерово 2012 г.
Региональная выставка «Дорожная карта» ТОХМ г. Томск 2012 г.
Персональная выставка «Арт-тревел» г. Томск 2012 г.
Областная художественная выставка ТОХМ г. Томск 2012 г.
Региональная художественная выставка г. Омск 2013 г.
Всероссийская выставка СХР г. Москва 2014 г.
Региональная выставка «Песнь песней» г. Кемерово 2015 г.
Выставка отделения «Урал. Сибирь. Дальний Восток» Российской Академии художеств 2015 г.
«Белая земля» ТОХМ г. Томск 2015 г.

## Работы находятся
- Томский областной художественный музей
- Новокузнецкий художественный музей
- Новосибирский государственный художественный музей
- Музей института Сорбонна г. Париж Франция
- Кемеровский областной музей изобразительного искусства
- Художественный музей г. Северск
- Коллекция Третьякова г. Кемерово
- Коллекция «Передвижная выставка» Г. Н. Писаревской г. Кемерово
- Коллекция фирмы «Элесси» г. Томск
- Коллекция банка «Движение» г. Томск
- Коллекция фирмы «Sibex» Австралия
- Томский государственный педагогический университет

Картины также находятся в частных собраниях Франции, Германии, России, США, Китая, Австрии, Австралии, Нидерландов и Швейцарии.